# Західна конференція НБА
Західна Конференція НБА складається з 15 команд, які розділені на 3 дивізіони по 5 команд в кожному.
Три переможці дивізіонів, а також команда не переможець з найкращим співвідношенням перемог / поразок у конференції отримують номери від 1 до 4 в плейоф в залежності від кількості перемог. Ще чотири команди виходять у плейоф, які зробили найбільшу кількість перемог з решти. Перевага домашнього поля отримують команди за кількістю перемог, а не за номером посіву. Таким чином, якщо команда № 4 та № 5 зустрінуться в плейоф, якщо у № 5 буде більше перемог, ніж у № 4, то № 5 отримає перевагу домашнього поля.
Причина такого посіву полягає в тому, що команда не переможець в одному з дивізіонів може показати результати кращі, ніж переможці в інших дивізіонах. І якщо трьох переможців дивізіонів сіяти під номерами від 1 до 3 згідно з їхніми перемогами, а інших сіяти під номерами від 4 до 8, то тоді в півфіналі конференції можуть зустрітися дві найкращі команди конференції. Таке трапилося в 2006 році, коли в півфіналі конференції зустрілися дві найкращі команди конференції Сан-Антоніо Сперс і Даллас Маверікс, що виступають в Південно-західному дивізіоні. У той же час, переможець Північно-західного дивізіону Денвер Наггетс здобули менше перемог, ніж 4й, 5й, 6й і 7й номера посіву. Таким чином, введення існуючої системи забезпечує зустріч двох найкращих команд конференції тільки у фіналі конференції.
Плейоф західної конференції розділений на два попередніх раунди, після чого проходить фінал конференції. Переможець фіналу конференції зустрічається з переможцем Східної конференції у фіналі чемпіонату за чемпіонство НБА. Всі ігри плейоф граються до чотирьох перемог.
Поточний поділ на дивізіони було затверджено перед сезоном 2004-05. У цьому сезоні до НБА приєдналася нова тридцята команда Шарлотт Бобкетс. Через це Нью-Орлінс Горнетс перейшла з Центрального дивізіону Східної конференції в новостворений Південно-західний дивізіон Західної конференції.

## Поточний поділ
Поточний поділ Західної конференції:
| Північно-Західний дивізіон - Портленд Трейл Блейзерс - Міннесота Тімбервулвз - Оклахома-Сіті Тандер - Денвер Наггетс - Юта Джаз | Південно-Західний дивізіон - Даллас Маверікс - Х'юстон Рокетс - Мемфіс Ґріззліс - Нью-Орлінс Горнетс - Сан-Антоніо Сперс | Тихоокеанський дивізіон - Голден-Стейт Ворріорс - Лос-Анджелес Кліпперс - Лос-Анджелес Лейкерс - Фінікс Санз - Сакраменто Кінґс |

### Колишні команди
Розформовані
| - Андерсон Пекерз - Балтимор Буллетс - Чикаго Стаґс - Клівленд Ребелс - Денвер Наггетс(1949—1950) | - Детройт Фалконс - Індіанаполіс Джетс - Індіанаполіс Олімпіанс - Піттсбург Айронмен | - Сієтл Суперсонікс - Шейбоган Ред Скінс - Сент-Луїс Бомберс - Вашингтон Кепіталс - Ватерлоо Гокс |

Переїхали в Східну конференцію
- Чикаго Буллз
- Детройт / Форт Вейн Пістонс
- Атланта / Мілвокі / Сент-Луїс Гокс (називалась «Три-Сітіс Блекгокс» до 1951 року)
- Індіана Пейсерз
- Мілвокі Бакс
- Маямі Гіт
- Орландо Меджик

## Чемпіони Західної конференції
До 1970 року Західна конференція називалася Західним дивізіоном
| - 1947: Чикаго Стаґс - 1948: Балтимор Буллетс - 1949:Міннеаполіс Лейкерс - 1950: Індіанаполіс Олімпіанс - 1951: Рочестер Роялс - 1952: Міннеаполіс Лейкерс - 1953: Міннеаполіс Лейкерс - 1954: Міннеаполіс Лейкерс - 1955: Форт Вейн Пістонс - 1956: Форт Вейн Пістонс - 1957: Сент-Луїс Гокс - 1958: Сент-Луїс Гокс - 1959: Міннеаполіс Лейкерс - 1960: Сент-Луїс Гокс - 1961: Сент-Луїс Гокс - 1962: Лос-Анджелес Лейкерс - 1963: Лос-Анджелес Лейкерс - 1964: Сан-Франциско Ворріорс - 1965: Лос-Анджелес Лейкерс - 1966: Лос-Анджелес Лейкерс - 1967: Сан-Франциско Ворріорс | - 1968: Лос-Анджелес Лейкерс - 1969: Лос-Анджелес Лейкерс - 1970: Лос-Анджелес Лейкерс - 1971:Мілвокі Бакс - 1972:Лос-Анджелес Лейкерс - 1973: Лос-Анджелес Лейкерс - 1974: Мілвокі Бакс - 1975:Голден-Стейт Ворріорс - 1976: Фінікс Санз - 1977:Портленд Трейл Блейзерс - 1978: Сієтл Суперсонікс - 1979:Сієтл Суперсонікс - 1980:Лос-Анджелес Лейкерс - 1981: Х'юстон Рокетс - 1982:Лос-Анджелес Лейкерс - 1983: Лос-Анджелес Лейкерс - 1984: Лос-Анджелес Лейкерс - 1985:Лос-Анджелес Лейкерс - 1986: Х'юстон Рокетс - 1987:Лос-Анджелес Лейкерс - 1988:Лос-Анджелес Лейкерс | - 1989: Лос-Анджелес Лейкерс - 1990: Портленд Трейл Блейзерс - 1991: Лос-Анджелес Лейкерс - 1992: Портленд Трейл Блейзерс - 1993: Фінікс Санз - 1994:Х'юстон Рокетс - 1995:Х'юстон Рокетс - 1996: Сієтл Суперсонікс - 1997: Юта Джаз - 1998: Юта Джаз - 1999:Сан-Антоніо Сперс - 2000:Лос-Анджелес Лейкерс - 2001:Лос-Анджелес Лейкерс - 2002:Лос-Анджелес Лейкерс - 2003:Сан-Антоніо Сперс - 2004: Лос-Анджелес Лейкерс - 2005:Сан-Антоніо Сперс - 2006: Даллас Маверікс - 2007:Сан-Антоніо Сперс - 2008: Лос-Анджелес Лейкерс - 2009:Лос-Анджелес Лейкерс | - 2010:Лос-Анджелес Лейкерс - 2011:Даллас Маверікс - 2012: Оклахома-Сіті Тандер - 2013: Сан-Антоніо Сперс - 2014:Сан-Антоніо Сперс - 2015: Голден-Стейт Ворріорс - 2016: Голден-Стейт Ворріорс - 2017: Голден-Стейт Ворріорс - 2018: Голден-Стейт Ворріорс - 2019: Голден-Стейт Ворріорс - 2020: Лос-Анджелес Лейкерс - 2021: Фінікс Санз |

Чемпіони НБА виділені жирним